# 佛罗里达州州长官邸
佛罗里达州州长官邸（英語：Florida Governor's Mansion）又名佛罗里达人民之家（英語：The People's House of Florida），位于美国佛罗里达州塔拉哈西，是一座历史悠久的住宅建筑。该建筑目前是佛罗里达州州长的官邸，于2006年7月20日加入国家史迹名录。

## 建筑架构
佛罗里达州州长官邸的设计参考了安德鲁·杰克逊故居隐士之家，其设计者为马里昂·西姆斯·韦思。该建筑占地面积达1.5英畝（6,100平方），共有30个房间，居住面积达15,000平方英尺（1,400平方）。

## 家具及文物

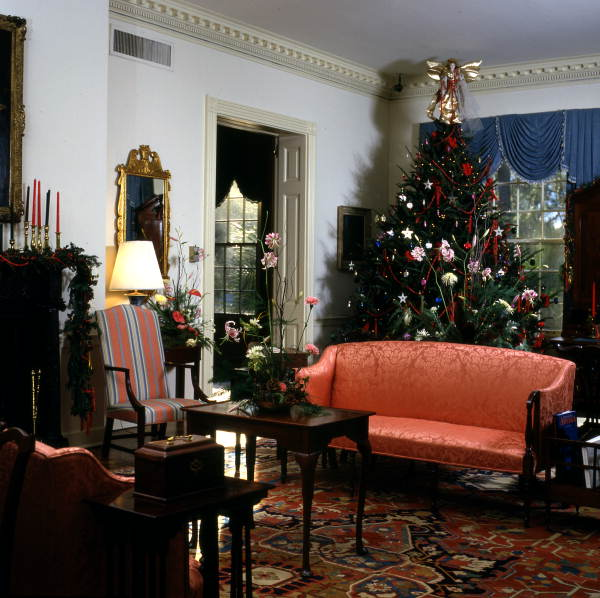
圣诞期间的州长官邸接待室

州长官邸的内部陈设由一个八人组成的委员会负责管理，而该委员会则由佛罗里达州管理服务部负责组建。这个委员会的例行工作包括对州长官邸接待室展出的家具、文物以及固定装置进行维护、编号并需要列出附上照片的清单。

## 公众参观
佛罗里达州州长官邸全年均提供每節約半小時的公眾導賞團，由受过特别培训的志愿者提供讲解服务，另外也為學校提供導賞服務。除此之外，州长官邸管理员负责协调各方参观请求。

## 庭院及雕像
在州长官邸的院子里，有一座由青铜制成的雕像。该雕像被称为“佛州最佳雕像”，于1998年4月由时任州长劳顿·奇利斯及其夫人揭幕，以献给佛罗里达州的孩子们。该雕像由五名儿童和一条狗组成，这些儿童正站在木头上玩着一种名为“跟随领袖”的游戏。

## 历史
自1845年佛罗里达州加入联邦直至20世纪初期，该州州长一直住在旅馆或公寓。直到1905年州议会才拨款25,000美元用于首个州长官邸的建设，并最终于1907年竣工。当时来自塔拉哈西的银行家乔治·萨克森捐赠了四款土地用于官邸的建设，而建筑的设计者为建筑师亨利·约翰·克鲁索。这座官邸的外观设计采用了新古典主义风格，不过其全部十四个房间的内部设计则采用了乔治时代风格。
这座竣工于1907年的官邸甚至对州长选举起到了吸引候选人的作用。1915年秋天，西佛罗里达浸信会的年度大会将在塔拉哈西举行，各地教会皆派出代表参加了这次会议。来自德芬阿克泉的代表悉尼·约翰斯顿·卡茨受时任州长帕克·特拉梅尔的邀请下榻于州长官邸。卡茨对这座官邸表现出极大的兴趣，并对此进行了细致的参观，甚至在临走前询问特拉梅尔州长这座官邸的租金是多少。对此特拉梅尔则诚恳的回答说这是由纳税人免费提供的。几周后，卡茨宣布参选州长，并最终于1916年当选。在担任州长期间，卡茨和一头奶牛、一头猪以及若干只鸡一同居住在这座官邸中。

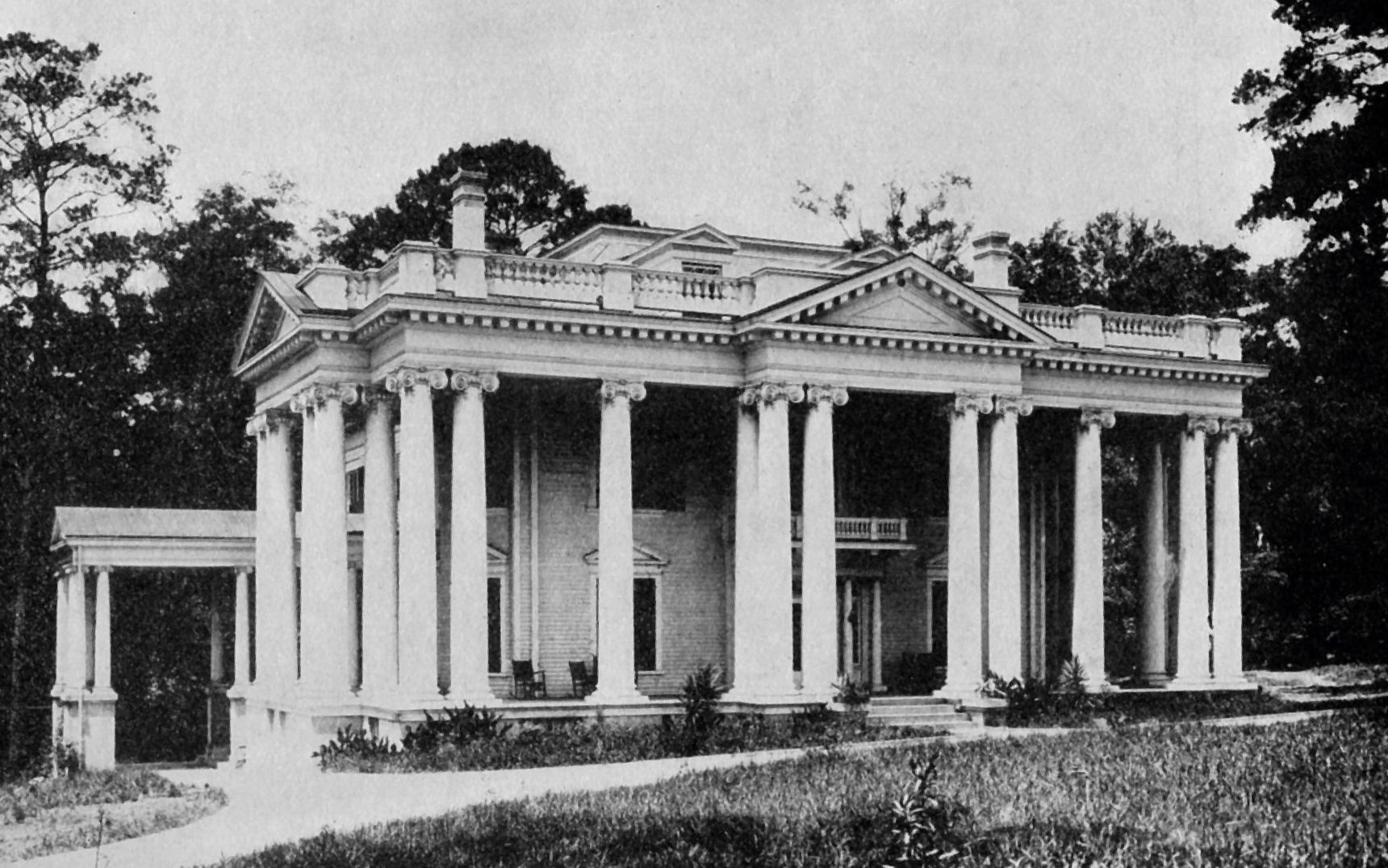
原州长官邸，拍摄于1912年前后

截至1955年，共有十五位州长及其家属曾居住在这栋建筑内。不过此时这栋建筑面临着严重的结构问题以及空间过于狭小的窘境，因此亟须修建一座新的官邸。于1949年至1953年间在任的州长富勒·华伦甚至还称其为“州棚户”。对此，佛罗里达州议会于1953年拨款250,000美元用于新官邸的建设，而佛州内阁则于1955年批准了新官邸的建设计划。通过对原官邸部分物什的拍卖活动，共筹款7500美元用于新官邸的建设。
佛罗里达州内阁和州长官邸咨询委员会一致同意聘用来自棕榈滩的著名建筑师马里昂·西姆斯·韦思为设计师，并要求他要以位于田纳西州的安德鲁·杰克逊故居为蓝本进行设计工作。不过由于经费紧张的缘故，官邸的房间数比原计划少。这座新官邸建筑于一年后的1956年完工，包括家具在内共耗资350,000美元。第一位住进新官邸的州长为勒罗伊·科林斯，他和他的妻子甚至还参与了新官邸的修建工作。随后，科林斯于1957年提议成立州长官邸委员会。1979年，鲍勃·格雷尔姆州长的妻子阿黛尔·格雷厄姆开始组织官邸的公众参观活动，并于第二年成立了佛罗里达州州长官邸基金会。这个基金会成立的目的是募集私人资金，以实现对官邸的维护工作。得益于该基金会所带来的收入，这座官邸修建了佛罗里达阳光房，是自1957年以来的首次扩建。
州长官邸的扩建工作于2006年竣工，此次新建了一个占地面积为550-平方英尺（51-平方）的图书馆，以供时任州长杰布·布什及其夫人哥伦巴·布什所使用。为修建这座图书馆，佛罗里达州内阁于2005年8月批准了高达500,000美元的拨款。这座官邸在2005年时举行了奠基50周年庆典，并成功加入了国家史迹名录。2007年，时任州长查理·克里斯特宣布新建太阳能泳池，并在官邸中使用氢燃料电池。目前佛罗里达州州长官邸拥有温室及海牛雕塑花园，并且与一座私人公园相毗邻。